# VIII Giochi della penisola del Sud-est asiatico
Gli VIII Giochi della penisola del Sud-est asiatico, in seguito noti come Giochi del Sud-est asiatico, si sono svolti a Bangkok (Thailandia) dal 9 al 16 dicembre 1975.
La città thailandese aveva già ospitato i giochi in altre due occasioni, nell'edizione 1967 e in quella del 1959.

## Paesi partecipanti
Ai giochi hanno partecipato atleti provenienti da quattro nazioni: Birmania, Malaysia, Singapore e Thailandia.

## Sport
Gli atleti hanno gareggiato nei seguenti sport: sport acquatici, atletica leggera, badminton, pallacanestro, pugilato, bowling, ciclismo, calcio, hockey su prato, judo, rugby union, sepak takraw, vela, tiro, tennis tavolo, tennis, pallavolo e sollevamento pesi.

## Medagliere
*   Paese ospitante
| Posiz. | Nazione     | Oro | Argento | Bronzo | Totale |
| ------ | ----------- | --- | ------- | ------ | ------ |
| 1      | Thailandia* | 80  | 45      | 39     | 171    |
| 2      | Singapore   | 38  | 42      | 49     | 129    |
| 3      | Birmania    | 28  | 35      | 33     | 96     |
| 4      | Malesia     | 27  | 49      | 51     | 127    |
| Totale | Totale      | 173 | 171     | 172    | 516    |